# Liste der Naturdenkmale in Zwingenberg (Baden)
| Naturdenkmale | Anzahl |
| ------------- | ------ |
| FND           | 0      |
| END           | 2      |
| Gesamt        | 2      |

Die Liste der Naturdenkmale in Zwingenberg nennt die verordneten Naturdenkmale (ND) der im baden-württembergischen Neckar-Odenwald-Kreis liegenden Gemeinde Zwingenberg. In Zwingenberg gibt es insgesamt zwei als Naturdenkmal geschützte Objekte, keines ist ein flächenhaftes Naturdenkmal (FND), alle sind Einzelgebilde-Naturdenkmale (END).
Stand: 1. November 2016.

## Einzelgebilde (END)
| Name                                          | Bild | Kennung     | Einzelheiten | Position | Fläche Hektar | Datum        |
| --------------------------------------------- | ---- | ----------- | ------------ | -------- | ------------- | ------------ |
| Buche                                         |      | 82251132702 | Zwingenberg  | ???      | 0,0           | 1. März 1984 |
| Zwei Kanadische Pappeln und eine Silberpappel |      | 82251132701 | Zwingenberg  | ???      | 0,0           | 1. März 1984 |
| Legende für Naturdenkmal                      |      |             |              |          |               |              |